# 马利克·卡富尔
马利克·卡富尔（Malik Kafur，1296－1316年），是印度历史上著名的将领。他早年是一个太監，在卡尔吉王朝的国王阿拉乌丁攻陷坎贝后被俘获。他得到国王的赏识，并且被改造成了穆斯林。他有时也被称作“一千第纳尔卡富尔”，可能是因为他拿的年俸。
他在军队中很快地成为统帅。公元1294年他带领国王的军队攻打了雅達瓦王國的都城迪瓦吉里。以后他更带兵打到南印度的卡卡提亚王朝，为国王掠取了众多财宝并摧毁了很多印度教神庙。他一共进行了四次南征，基本上统一了南亚次大陆。
根据穆斯林历史学家吉奧丁·巴拉尼的记载，卡富尔带着241吨黄金、20,000匹马和612头载满战利品的大象回到德里。